# Petyr Baelish
Petyr Baelish è un personaggio della saga letteraria di genere fantasy medievale Cronache del ghiaccio e del fuoco, creata dallo scrittore statunitense George R. R. Martin.

## Caratteristiche

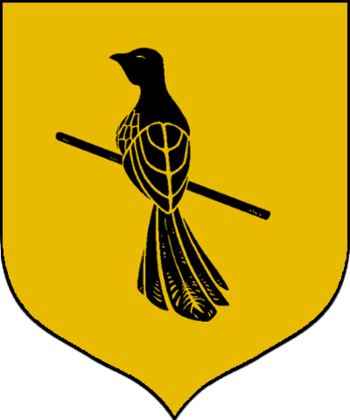
Il tordo sbeffeggiatore, sigillo personale di Petyr Baelish

Petyr Baelish della Casa Baelish, comunemente denominato "Ditocorto", è il Maestro del Conio (titolo equivalente a "tesoriere") presso il Concilio Ristretto dei Sette Regni. Proveniente da un casato semi-sconosciuto, Petyr non vanta sconfinati possedimenti terrieri e pecuniari.
Petyr è un uomo estremamente ambizioso e opportunista, interessato esclusivamente all'accrescimento del suo potere e della sua ricchezza. È particolarmente portato per gli intrighi di corte ed è dotato di una grande spregiudicatezza, che lo porta a ricorrere alla menzogna e al tradimento per il proprio tornaconto personale. È molto intelligente, carismatico e lungimirante, spesso sottovalutato per il poco prestigio attribuito al suo casato, ma riesce quasi sempre a ottenere ciò che vuole senza che nessuno se ne accorga nella maggior parte dei casi. La sola donna che abbia mai sinceramente amato è, per sua stessa ammissione, Catelyn Tully.
Petyr ha un'età compresa tra i ventinove e i trentuno anni all'inizio della saga. Viene descritto come un uomo snello, di statura bassa, ma dai bei lineamenti. Petyr ha gli occhi di un grigio screziato di verde, una piccola barba a punta sul mento, e capelli scuri con striature grigie.

## Biografia del personaggio

### Passato
Petyr nasce in una piccola penisola chiamata "Le Dita", lande rocciose della Valle di Arryn, tra il 266º e il 268º anno dopo la conquista dei Sette Regni. Dei suoi genitori si conosce solo il nome della madre, Alayne, mentre dei suoi antenati si sa che il bisnonno è stato un mercenario braavosiano al servizio di lord Corbray, che successivamente si stabilì nei Sette Regni, presso quello della Valle. Il nonno di Petyr, era un cavaliere errante, che come sigillo personale scelse la testa del titano di Braavos. Suo figlio, il padre di Petyr, diventa lord e dà vita alla Casa Baelish, prendendo come simbolo la testa di pietra del Titano di Braavos.
Il padre di Petyr diventa amico di Hoster Tully durante la Guerra dei Re da Nove Soldi, e ciò fa sì che il piccolo Petyr diventi uno dei protetti del lord di Delta delle Acque, e cresce con i suoi figli Catelyn, Lysa e Edmure Tully. Petyr si innamora di Catelyn, che però nutre solo un amore fraterno per lui, tuttavia è Lysa ad innamorarsi profondamente di Petyr.
Quando viene annunciato il fidanzamento tra Brandon Stark e Catelyn, Petyr sfida a duello Brandon per reclamare la mano della ragazza. Brandon lo sconfigge facilmente, lasciandolo in vita solo sotto la supplica della sua promessa sposa. Petyr resta per due settimane in convalescenza e una notte, completamente ubriaco, ha un amplesso con Lysa, che rimane incinta, ma il padre la obbliga ad abortire essendo promessa sposa a Jon Arryn, lord della Valle, e caccia Petyr dalla sua corte. Petyr cerca di recuperare i contatti con Catelyn alla morte di Brandon scrivendole la lettera ma ella, dopo tutto ciò che è accaduto, decide di troncare qualsiasi rapporto con il ragazzo. Negli anni a seguire, inizialmente grazie all'aiuto di Lysa, Petyr diventa un abile mercante e mediatore e la sua ricchezza cresce fino a renderlo uno degli uomini più influenti dei Sette Regni.

### Il gioco del trono
Petyr viene informato da Varys dello sbarco di Catelyn Tully e del suo accompagnatore, ser Rodrik Cassel, ad Approdo del Re. Manda quindi delle Cappe Dorate a prelevarla dalla locanda in cui alloggia anonimamente (il viaggio sarebbe dovuto rimanere segreto).
Le Cappe Dorate scortano lady Stark in una delle sette torri della Fortezza Rossa e qui ad attenderla trova Petyr e Varys. Catelyn è costretta a rivelare il motivo del suo viaggio ed a mostrare la daga di acciaio di Valyria con cui hanno attentato alla vita del figlio, Bran Stark. Lady Stark chiede quindi aiuto per identificare i proprietari della preziosa lama, e Petyr racconta che la daga apparteneva a lui, ma che la perse in una scommessa durante il torneo per il dodicesimo compleanno del principe Joffrey.

Durante tale torneo, si affrontarono Jaime Lannister e ser Loras Tyrell e Petyr riferisce ai suoi interlocutori di aver scommesso con Tyrion Lannister la proprietà della lama puntando sulla vittoria di Jaime Lannister. Lo scontro invece finì in favore del Cavaliere dei fiori, che riuscì a disarcionare l'avversario, Petyr quindi dovette cedere la daga al Folletto.
L'aneddoto della scommessa, così importante perché stabilisce il proprietario della daga e quindi il mandante dell'attentato alla vita di Bran Stark, risulterà invece una manipolazione della verità messa in atto da Ditocorto. Infatti, dopo la cattura di Tyrion Lannister da parte di lady Stark, il Folletto le chiarisce che lui non avrebbe mai scommesso contro un membro della sua famiglia.
Dopo l'arrivo di Eddard Stark (recentemente nominato Primo Cavaliere del re) ad Approdo del Re lo fa incontrare segretamente con Catelyn, che nel frattempo aveva nascosto in un bordello di sua proprietà. Successivamente incontra nuovamente Ned, che sta nel frattempo indagando sulla morte del precedente Primo Cavaliere del re Jon Arryn, e lo informa di aver trovato alcuni servitori di lord Arryn che la vedova Lysa non aveva riportato con sé a Nido dell'Aquila.
Quando il re, venuto a sapere che Daenerys Targaryen è incinta di Khal Drogo, convoca una seduta del Concilio Ristretto dove annuncia la sua intenzione di far assassinare la ragazza, Ditocorto appoggia fermamente questa decisione. Fortemente contrario invece è Eddard Stark, che si dimette da Primo Cavaliere del re. Al termine della riunione, Ditocorto visita il lord di Grande Inverno nei suoi appartamenti e lo convince a visitare un suo bordello che avevano già visitato in precedenza Jon Arryn e Stannis Baratheon, prima di partire per Grande Inverno.
All'interno del bordello, appartenente ad una donna di nome Chataya, si trova una giovane prostituta che ha generato una figlia illegittima a re Robert Baratheon. Uscendo dal bordello, Ned viene attaccato e ferito da Jaime Lannister, il quale è indignato per il rapimento di suo fratello.
Dopo l'agguato, Robert interroga Petyr sugli accadimenti, sapendo che Eddard non è tipo da bordello. Petyr afferma che il gruppo stava effettivamente uscendo da un bordello riferendo inoltre che si è allontanato prima che lo scontro avesse inizio senza poter dare indicazioni certe su chi effettivamente avesse cominciato.
Successivamente, il re viene ferito a morte da un cinghiale durante una battuta di caccia e nomina Eddard reggente: Petyr consiglia all'uomo che il modo migliore di agire dopo la morte del sovrano è assicurare l'ascesa al trono di Joffrey, così da evitare la guerra aperta e aumentare il potere nelle mani del reggente, sebbene Eddard abbia ormai compreso che i figli della regina Cersei Lannister non sono di Robert e che, quindi, il legittimo sovrano è Stannis Baratheon. Eddard si rifiuta di legittimare Joffrey e ordina a Petyr di assicurargli la fedeltà delle Cappe Dorate per quando affronterà la regina. Petyr decide di aiutarlo, ma poi lo tradisce e compra la fedeltà della Guardia Cittadina per aiutare Cersei. Questa svolta degli eventi porterà all'arresto e alla successiva esecuzione di Eddard Stark per tradimento. Poiché la maggior parte dei servitori di Eddard sono stati uccisi, Petyr prende in custodia Jeyne Poole, figlia di un attendente degli Stark e migliore amica di Sansa Stark.

### Lo scontro dei re
Dopo l'assassinio di Renly Baratheon, Tyrion Lannister e Petyr iniziano a lavorare in segreto su un'alleanza con la Casa Tyrell per vincere l'appoggio dei signori dell'Altopiano e delle Terre della Tempesta che non hanno già giurato fedeltà a Stannis Baratheon. Petyr si offre volontario per recarsi a Ponte Amaro e negoziare personalmente, riuscendo a forgiare con successo un'alleanza tra i Tyrell e i Lannister grazie all'accordo matrimoniale tra re Joffrey Baratheon e Margaery Tyrell. Mentre si trova ad Alto Giardino, però, manda alcuni suoi servitori a spargere voci inquietanti sul conto del giovane sovrano, mettendo così in allarme lady Olenna. Petyr torna ad Approdo del Re con l'esercito dei Tyrell e quello guidato da Tywin Lannister: l'unione delle due forze militari riesce a vincere la Battaglia delle Acque Nere contro Stannis Baratheon. Petyr stesso suggerisce di far indossare l'armatura di Renly a Garlan Tyrell durante la battaglia per spaventare gli uomini di Stannis facendo loro credere che il fantasma di Renly sia tornato per combatterli. Dopo la vittoria, Petyr viene ricompensato col titolo di lord protettore del Tridente e lord di Harrenhal, nonostante la fortezza sia sotto il controllo di Robb Stark e occupata dalle truppe di Roose Bolton. Anche se Ditocorto non mette mai fisicamente piede ad Harrenhal, il suo titolo gli assicura il controllo nominale delle Terre dei Fiumi, devastate dalla guerra, rendendolo un nobile di alto lignaggio. Petyr rimane in contatto con Sansa Stark attraverso il suo agente, ser Dontos Hollard, che dà qualche vago dettaglio alla ragazza su un possibile piano per farla tornare a casa. Petyr, inoltre, si assicura di essere aggiornato sugli eventi della famiglia reale tramite i fratelli Osney, Osfryd e Osmund Kettleblack, le nuove guardie della regina Cersei Lannister che sostituiscono quelle allontanate da Tyrion. Il Primo Cavaliere è convinto che i tre fratelli siano fedeli a lui, quando in realtà sono uomini di Petyr.

### Tempesta di spade
Durante un incontro del Concilio Ristretto, Petyr informa Tywin Lannister che i Tyrell stanno complottando per mandare Sansa Stark ad Alto Giardino e farle sposare Willas Tyrell. L'informazione permette a Tywin di organizzare in fretta il matrimonio tra la giovane e il figlio Tyrion, mandando a monte il piano dei Tyrell. Petyr, inoltre, consegna ai Lannister Jeyne Poole, che fino a quel momento aveva nascosto in uno dei suoi bordelli: Jeyne viene fatta passare per Arya Stark e data in moglie a Ramsay Bolton in un tentativo di rafforzare il dominio dei Bolton sul Nord e rinsaldare l'alleanza tra i nuovi Guardiani del Nord e i Lannister dopo gli eventi delle Nozze Rosse.
Il nuovo status sociale di Petyr gli permette di essere preso in considerazione da Tywin Lannister come possibile consorte per Lysa Tully, un matrimonio che riporterebbe la Valle di Arryn, fino a quel momento neutrale, sotto il dominio della corona senza spargimenti di sangue. Petyr si trova d'accordo col piano e viene mandato a Nido dell'Aquila per corteggiare Lysa, un compito da lui ritenuto facile, visto i trascorsi amorosi tra i due. Dopo la sua partenza, il ruolo di Maestro del Conio passa a Tyrion Lannister.
Anche se Ditocorto lascia Approdo del Re, non si reca subito nella Valle, ma rimane nei pressi della città fino al matrimonio tra Joffrey Baratheon e Margaery Tyrell, durante il quale il giovane sovrano viene ucciso. Nella confusione che segue all'evento, Sansa Stark viene portata fuori dalla città da Dontos e condotta alla nave su cui Petyr la stava aspettando. Ditocorto fa uccidere Dontos e spiega poi a Sansa che sarà ricercata per l'assassinio di Joffrey, e la morte di Dontos era l'unico modo per assicurarsi che non rivelasse nulla della sua fuga. Petyr inoltre illustra alla ragazza il suo ruolo nell'omicidio del giovane re e di come abbia complottato con lady Olenna Tyrell: le ametiste nere della retina per capelli che ser Dontos tempo prima aveva regalato a Sansa, invitandola a indossarla durante il matrimonio di Joffrey, erano in realtà la forma cristallizzata dello Strangolatore, il potente veleno che lady Olenna ha messo nel bicchiere di Joffrey, dopo aver staccato una delle "pietre" dalla retina della ragazza con la scusa di sistemarle i capelli.
Per proteggere Sansa, Petyr le fa tingere i capelli e le costruisce un'identità fasulla: Sansa diventa così Alayne Stone, sua figlia illegittima. Insieme partono alla volta della Valle di Arryn, fermandosi però qualche giorno nei miseri possedimenti della Casa Baelish alle Dita. È lì che vengono raggiunti da Lysa Tully: la donna insiste affinché Petyr la sposi subito mentre lui avrebbe preferito un matrimonio sotto gli occhi di tutti a Nido dell'Aquila, ma alla fine è costretto ad accettare. Dopo la cerimonia i tre vanno a vivere nella fortezza degli Arryn, dove Petyr passa gran parte del suo tempo a incontrare i lord della Valle e imporre la sua autorità. A Nido dell'Aquila, Petyr nota che Sansa sta crescendo, diventando una bella donna e sempre più simile alla madre. In un momento di quiete si fa trascinare dall'attrazione per lei e la bacia. Lysa assiste alla scena e, in preda alla gelosia, cerca di uccidere Sansa buttandola giù dalla Porta della Luna. Petyr arriva giusto in tempo per evitare la tragedia e Lysa, in preda all'isteria rinfaccia a Petyr di essere stato lui a indurla ad avvelenare il suo precedente marito, lord Jon Arryn, e ad averla convinta a scrivere alla sorella Catelyn per incolpare i Lannister della morte del marito, ma per tutta risposta Petyr la butta giù dalla Porta della Luna, uccidendola. Per l'assassinio lui e Sansa incolpano Marillion, il cantastorie di palazzo.

### Il banchetto dei corvi
Dopo la morte di Lysa, Petyr assume il titolo di lord protettore della Valle di Arryn e mette il piccolo Robert Arryn sotto la sua protezione. I signori più potenti della Valle si riuniscono per chiedere a Petyr di lasciare Robert. Durante il loro incontro, però, Lyn Corbray ha un atteggiamento belligerante che lo spinge a sfoderare la spada: questo gesto va contro le leggi dell'ospitalità e permette a Petyr di chiedere un periodo di prova come tutore di Robert. Petyr fa notare a Sansa quanto l'azione di Lyn Corbray sia stata provvidenziale e Sansa ipotizza, correttamente, che Corbray fosse d'accordo con Petyr. Ditocorto glielo conferma e confida a Sansa i suoi piani per sfruttare il tempo guadagnato per eliminare, vincere o mettere da parte i lord che cercheranno di mettergli i bastoni tra le ruote. Corbray, fingendosi disgustato nei confronti di Petyr, ne approfitterà per aiutarlo, fornendogli informazioni segrete e svelandogli ogni complotto ai suoi danni. Petyr rivela inoltre che aiuterà Sansa a riconquistare il Nord, facendole sposare l'erede della Valle di Arryn, Harrold Hardyng e usando l'esercito della Valle. Perché ciò avvenga, però, dovranno prima organizzare la morte del piccolo Robert Arryn.

## Trasposizione televisiva
Nella serie televisiva Il Trono di Spade, tratta dai romanzi, Petyr Baelish viene interpretato dall'attore Aidan Gillen. Nella serie, Petyr Baelish è più anziano rispetto alla sua controparte letteraria, che viene descritta avere un'età compresa tra i ventinove e i trentuno anni all'inizio della saga. La sua storyline è molto fedele ai romanzi durante le prime due stagioni, per poi distaccarsi sempre più marcatamente dalla storia originale nelle stagioni successive.
Il personaggio fa la sua prima apparizione nel terzo episodio, Lord Snow.

### Prima stagione
Petyr “Ditocorto” Baelish, lavora come Maestro di Conio e membro del Concilio Ristretto alla corte di re Robert Baratheon.Tramite il Maestro dei Sussurri Varys, Petyr scopre dell’arrivo ad Approdo del Re di lady Catelyn Stark, sua amica di infanzia, della quale è sempre stato innamorato, e la fa alloggiare anonimamente in un bordello di sua proprietà. Catelyn è costretta a rivelare a Ditocorto il motivo del suo viaggio segreto e a mostrare la daga di acciaio di Valyria con cui hanno attentato alla vita del figlio, Bran Stark. Lady Stark chiede quindi aiuto per identificare i proprietari della daga, e Petyr, mentendo, racconta che la daga apparteneva a lui, ma che la perse in una scommessa con il cognato del re, Tyrion Lannister. Tale menzogna indurrà lady Catelyn a rapire Tyrion, accusandolo di aver cercato di uccidere suo figlio.
Nel frattempo giunge ad Approdo del Re il marito di Catelyn, lord Eddard Stark, il quale è stato nominato Primo Cavaliere del re ed è intenzionato a indagare segretamente sulla morte del precedente Primo Cavaliere, Jon Arryn. Ditocorto offre il suo aiuto a Eddard nelle sue indagini sulla morte di Jon Arryn, che porteranno il lord di Grande Inverno a scoprire che i figli della regina Cersei Lannister sono frutto di un incesto con suo fratello Jaime; scopre anche che lo stesso Jon Arryn era venuto a conoscenza del segreto e giunge alla conclusione che sia stato assassinato dai Lannister.
Successivamente, il re viene ferito a morte da un cinghiale durante una battuta di caccia e nomina Eddard reggente: Petyr consiglia all'uomo che il modo migliore di agire dopo la morte del sovrano è assicurare l'ascesa al trono di Joffrey, ma Eddard, conoscendo le vere origini di Joffrey, si rifiuta di legittimarlo e ordina a Petyr di assicurargli la fedeltà delle Cappe Dorate per quando affronterà la regina. Petyr accetta di aiutarlo, ma poi lo tradisce e compra la fedeltà della Guardia Cittadina per aiutare Cersei. Questa svolta degli eventi porterà all'arresto e alla successiva esecuzione di lord Stark per tradimento. 

### Seconda stagione
Durante la Guerra dei Cinque Re, dopo l'assassinio di Renly Baratheon, Petyr si reca alle Terre della Tempesta, riuscendo a forgiare con successo un'alleanza tra i Tyrell e i Lannister grazie all'accordo matrimoniale tra re Joffrey Baratheon e Margaery Tyrell, vedova di Renly. Petyr torna ad Approdo del Re con l'esercito dei Tyrell e quello guidato da Tywin Lannister: l'unione delle due forze militari riesce a vincere la Battaglia delle Acque Nere contro Stannis Baratheon. Dopo la vittoria, Petyr viene ricompensato col titolo di lord di Harrenhal. Nel frattempo inizia coltivare un’amicizia con la figlia di Eddard e Catelyn, Sansa, ex-promessa sposa di Joffrey e ostaggio dei Lannister. All’annuncio del fidanzamento tra Joffrey e Margaery, Sansa è felice di non dover più sposare il crudele re, ma Petyr la avverte che Joffrey continuerà a maltrattarla.

### Terza stagione
In procinto di partire per Nido dell’Aquila e sposare lady Lysa Arryn, sorella di Catelyn e vedova di Jon Arryn, Petyr chiede a Sansa di venire con lui, ma questa rifiuta, avendo ricevuto la proposta di matrimonio di Loras Tyrell, fratello di Margaery. Petyr scopre che una delle sue spie, la prostituta Ros, lo sta tradendo, e la affida a re Joffrey, che la uccide dopo averla torturata. Avverte poi i Lannister del complotto dei Tyrell e ciò causerà il matrimonio forzato di Tyrion e Sansa e il fidanzamento tra Cersei e Loras. Petyr parte infine per Nido dell’Aquila da solo.

### Quarta stagione
Intenzionato a causare caos nel reame, e approfittarne per acquisire sempre più potere, Petyr organizza l’assassinio di Joffrey insieme alla nonna di Margaery, lady Olenna, spaventata dalla malvagità del futuro sposo della nipote. Joffrey viene così avvelenato proprio il giorno del matrimonio e ad essere accusati dell’omicidio sono Tyrion e Sansa. Petyr riesce tuttavia a far portare via Sansa da Approdo del Re e la ospita a Nido dell’Aquila, spacciandola per sua nipote. Viene rivelato che fu proprio la nuova moglie di Petyr, lady Lysa, da sempre innamorata di lui, a uccidere suo marito Jon Arryn su suggerimento di Petyr, allo scopo di dare il via alla catena di eventi che avrebbe portato alla guerra tra Stark e Lannister. Nel frattempo Petyr, sempre più attratto da Sansa, viene sorpreso da Lysa a baciarla e ciò induce Lysa a cercare di ucciderla, ma la donna finirà invece uccisa proprio da Petyr. Grazie alla testimonianza di Sansa, la morte di Lysa viene fatta passare per suicidio, e Ditocorto ottiene il comando di Nido dell’Aquila e della Valle di Arryn, grazie anche all’influenza che ha sul giovane figlio di Lysa.

### Quinta stagione
Con orrore di Sansa, Petyr organizza un fidanzamento tra lei e Ramsay Bolton, figlio del lord che durante la Guerra dei Cinque Re tradì gli Stark, provocando la morte della madre e del fratello maggiore di Sansa, Robb. I Bolton sono ora a capo di Grande Inverno e Petyr ne approfitta per svelare l’imminente matrimonio a Cersei e convincerla a concedergli Grande Inverno qualora riuscisse a schiacciare i Bolton per mezzo dell’esercito della Valle di Arryn. Nel frattempo, un prostituto al soldo di Ditocorto testimonia contro Loras Tyrell quando questi viene arrestato per la sua omosessualità dal Credo Militare, ricostituito da Cersei in un tentativo di sbarazzarsi dei Tyrell; ciò causa l’arresto anche di Margaery, per aver testimoniato il falso in favore del fratello. Olenna Tyrell minaccia Petyr di rivelare il suo ruolo nella morte di Joffrey e allora Ditocorto convince Lancel Lannister, cugino di Cersei, a confessare di aver avuto rapporti sessuali con lei e di aver organizzato insieme alla regina l’”incidente” che causò la morte di re Robert. Cersei viene così arrestata, ma i nipoti di Olenna non vengono liberati.

### Sesta stagione
Sfuggita al crudele marito, Sansa organizza insieme al suo fratellastro Jon Snow la battaglia contro i Bolton. Tuttavia, sapendo di aver a disposizione un esercito molto più piccolo, si trova costretta a chiedere l’aiuto di Petyr e dell’esercito della Valle, pur non provando più fiducia nei confronti di Ditocorto. I Bolton vengono dunque sconfitti e Grande Inverno torna alla famiglia Stark. Anche Petyr e l'esercito della Valle si insediano a Grande Inverno.

### Settima stagione
Quando Jon accetta l’invito di Daenerys Targaryen a Roccia del Drago, Sansa riceve l’incarico di gestire Grande Inverno in sua assenza, dando l’opportunità a Ditocorto di provare a manipolarla nuovamente. In seguito, giungono a Grande Inverno il fratello e la sorella di Sansa, Bran e Arya, e Ditocorto è subito preoccupato dalle capacità profetiche di lui e dalle abilità di guerriera di lei. Dopo aver cercato invano di ingraziarsi Bran, cedendogli la daga con cui si era tentato di ucciderlo, Petyr cerca di mettere Arya e Sansa l’una contro l’altra. A tal scopo fa trovare ad Arya una lettera che Sansa era stata costretta tempo prima a scrivere, nella quale chiedeva a Robb di giurare fedeltà a Joffrey. Inizialmente sembra che il piano abbia avuto successo e che Sansa, messa alle strette dalla sorella, sia pronta a processare Arya per tradimento. Tuttavia, sarà proprio Ditocorto ad essere processato: supportata da Bran, Sansa lo accusa dei numerosi intrighi che portarono alla Guerra dei Cinque Re e alle morti che ne seguirono, nonché di essere stato lui il mandante del tentato omicidio di Bran, uno dei numerosi tentativi di alimentare l’ostilità tra Stark e Lannister. Condannato a morte, Petyr viene sgozzato da Arya con la stessa daga che un tempo gli era appartenuta.